# Thur (rijeka)
Thur je švicarska rijeka. Od izvora do ušća je duga oko 135 km.

## Galerija
- Padovi Thura
- Mühlau
- Ušće Glatt/Thur
- Most u Bischofszellu